# Czy ten pan i pani
Czy ten pan i pani – pierwszy singel pochodzący z debiutanckiego solowego albumu Anny Wyszkoni pt. Pan i Pani (z 2009 roku). Twórcą zarówno słów, jak i muzyki do piosenki jest Wojciech Klich.
31 grudnia 2024 utwór został zaprezentowany podczas Sylwestrowej Mocy Przebojów organizowanej w Toruniu i emitowanej na antenie stacji Polsat.